# Saurophaganax
Saurophaganax maximus
Genre
Espèce
Saurophaganax (littéralement « seigneur des mangeurs de lézards ») est un genre éteint et douteux de grand dinosaures saurischiens ayant vécu durant l'étage Kimméridgien du Jurassique supérieur dans ce qui est actuellement l'Amérique du Nord. L'unique espèce connu est Saurophaganax maximus, décrite en 1995 à partir de fossiles provenant des gisements géologiques de la formation de Morrison, situé dans l'Oklahoma, aux États-Unis. Ce taxon était historiquement considéré comme un grand allosauridé voire comme représentant une espèce d’Allosaurus. Cependant, un réexamen publiée en 2024 prouve qu'il s'agit d'un taxon chimérique, puisque certains spécimens fossiles attribuées appartiennent très probablement à un sauropode de la famille des diplodocidés, tandis que d'autres spécimens précédemment référés ont été réattribués à une autre espèce d’Allosaurus.

## Historique des recherches
Les premiers fossiles ont été découverts en 1930, mais le genre n'a été décrit qu'en 1995 par Dan Chure.
Le nom du genre Saurophaganax est composé des mots du grec ancien σαῦρος / sauros (« lézard ») et φάγος / phagos (« glouton »), et ἄναξ / ánax (« maitre, chef, roi »). Ce nom signifie donc littéralement « Maitre des mangeurs de lézard ».